# Edward Lansdale
Edward Geary Lansdale (6. února 1908 – 23. února 1987) byl americký zpravodajec a příslušník letectva. Do roku 1963 byl členem letectva Spojených států amerických a poté působil v Ústřední zpravodajské službě (CIA). Byl průkopníkem v tajných operacích a psychologických operacích. Měl zásadní vliv na potlačení povstání Hukbalahap na Filipínách, které probíhalo v první polovině 50. let 20. století. V roce 1954 byl převelen do Saigonu ve Vietnamu, kde se zapojil do indočínské války (a následně do americké války ve Vietnamu). Jeho úkolem bylo rozdělovat severovietnamské milice, aby se tak oslabily. Lansdale věřil, že USA mohou porazit partyzánská a povstalecká hnutí, pokud budou studovat jejich psychologii a zjištění použijí proti nim.

## Život

### Dětství a mládí
Narodil se v roce 1908 v Detroitu ve státě Michigan. Později vyrůstal v Los Angeles, kde následně studoval Kalifornskou univerzitu (UCLA). Lansdale ovšem selhal ve studiu cizích jazyků a univerzitu nedokončil. Poté pracoval v reklamních agenturách.

### Služba v armádě, operace na Filipínách (1943–1953)
V roce 1943, během druhé světové války, byl povolán do armády (konkrétně do United States Army Air Forces). Krátce poté byl zařazen do válečné zpravodajské služby Office of Strategic Services. Na konci války byl odvelen na Filipíny. Zde zůstal až do roku 1948 a pomáhal filipínské armádě vybudovat zpravodajskou službu. Po návratu z Filipín sloužil jako instruktor zpravodajské služby v Coloradu.
Roku 1950 si filipínský prezident Elpidio Quirino osobně vyžádal, aby byl součástí americké zpravodajské mise, která měla pomoci filipínské vládě (navázané na USA) potlačit komunistické povstání Hukbalahap. Lansdale tehdy získal příležitost uplatnit psychologické operace, směr, který ho fascinoval. Následně studoval psychologii povstaců a filipínských vesničanů v oblastech, kde probíhalo povstání. Inspiroval se také u japonské armády, která využila pověrčivosti tamních vesničanů. Lansdale například zastrašoval pověrčivé vesničany tím, že v noci nechal přelétat nad vesnicí vrtulník, o kterém si vesničané mysleli, že jde o rozlobeného draka. V jazyce vesničanů poté vesničany z amplionu instruovali, aby nepomáhali povstalcům. V jiném případě využil folklórní legendu o aswangovi, místním krvežíznivém duchovi. Lansdale nechal zabít jednoho povstalce, udělal mu vpichy na krku, nechal ho vykrvácet a tělo nechal pohodit na cestu, kde ho našli další povstalci, kteří poté oblast opustili ze strachu z aswanga.
Lansdale se na Filipínách spřátelil s ministrem obrany Ramonem Magsaysayem, který byl velmi nakloněný další spolupráci s USA a podpoře jejich zahraničních politik během studené války. Lansdale poté využil své styky a zkušenosti a s podporou CIA dopomohl v roce 1953 Magsaysayovi k funkci prezidenta Filipín.

### Operace ve Vietnamu (1954–1957)

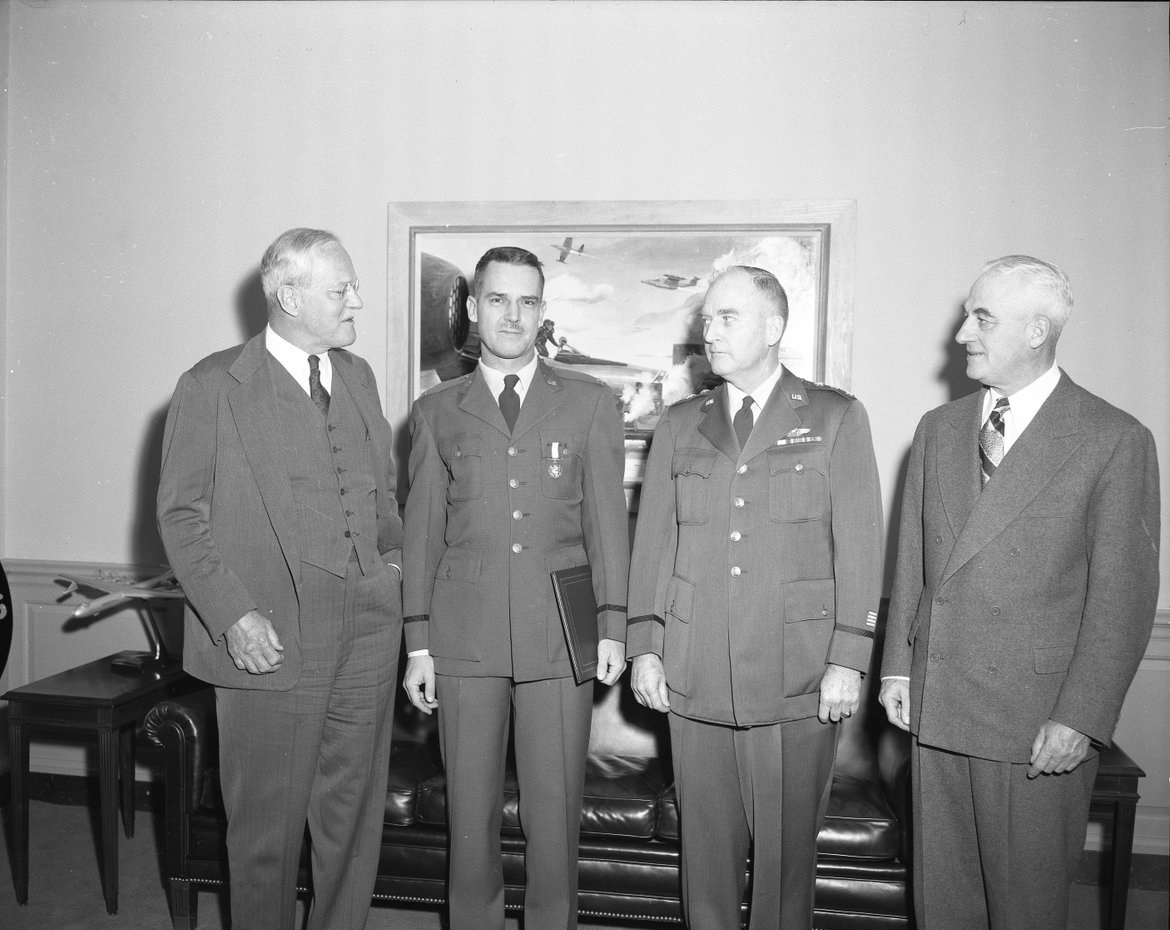
Lansdale s ředitelem CIA Allenem Dullesem, náčelníkem štábu letectva Spojených států generálem Nathanem F. Twiningem a zástupcem ředitele CIA generálporučíkem Charlesem P. Cabellem v Pentagonu v roce 1955.

Poté, co Lansdale potlačil na Filipínách komunistické povstání a dostal k moci pro USA spolehlivého kandidáta, byl v roce 1954 převelen do Vietnamu, ve kterém zuřila indočínská válka. Jeho úkolem bylo zopakovat psychologické operace. Lansdale již ve Vietnamu krátce pobýval v roce 1953, kdy byl součástí poradenské mise pro potlačení aktivit partyzánů včetně Viet Minhu. Po svém druhém příjezdu byl mezi lety 1954 a 1957 nasazen v Saigonu. Zde trénoval národní armádu, jihovietnamské kaodaisty. Současně vedl propagandistickou kampaň americké armády, která vyzývala nekomunistické obyvatele severního Vietnamu, a zejména křesťany, aby se přestěhovali do jižního Vietnamu (do Vietnamského státu). Takto cíleně emigrovaly statisíce lidí. Lansdale toho dosáhl tak, že nechal na vesnice shazovat letáky, které uváděly, že „Ježíš putoval na jih“ a jiné, které ukazovaly rádius destrukce při případném svržení atomové bomby na Hanoj (viz Operace Passage to Freedom).
Lansdale se v Saigonu spřátelil s premiérem země, kterým byl Ngô Ðình Diệm. Společně za pomoci CIA v roce 1955 zmanipulovali referendum a Ngô Ðình Diệm se stal prezidentem Vietnamské republiky.

### Pozdější kariéra
Mezi lety 1957 a 1963 pracoval na ministerstvu obrany ve Washingtonu, kde se zaměřoval na speciální operace. Se CIA se podílel na plánech svržení komunistické vlády na Kubě a spáchání atentátu na Fidela Castra, kdy vedl operaci Mongoose. Lansdale později tvrdil, že byl v roce 1963 vyhozen z ministerstva obrany ministrem Robertem McNamarou poté, co se odmítl podílet na údajném plánu svržení Ngô Ðình Diệma.
Lansdale následně opustil americké letectvo a v letech 1965 a 1968 pracoval na americké ambasádě v Saigonu.